# Cebeci İnönü Stadı
Das Cebeci İnönü Stadı ist ein Fußballstadion mit Aschenbahn in der türkischen Hauptstadt Ankara. Es war die Heimspielstätte des Fußballclubs Hacettepespor. Gegenwärtig ist es der Austragungsort der Partien der unterklassigen Vereine Ankara Demirspor und Tarım Kredispor.

## Geschichte
Die Anlage bietet 37.000 Zuschauern Platz und wurde 1967 eröffnet. Benannt ist es nach dem zweiten Staatspräsidenten İsmet İnönü (* 1884; † 1973), der in Ankara starb. Bis auf einen kleinen Teil der Haupttribüne ist das weite Rund unüberdacht. Auf den Rängen bieten sich Steh- sowie Sitzplätze auf Kunststoffsitzen und Holzbänken. Das Stadion besitzt keine Flutlichtanlage.